# ゴットフリード・リンダウアー
ゴットフリード・リンダウアー（Gottfried Lindauer、チェコ時代の名前:Bohumír Lindauer、1839年1月5日 - 1926年6月13日）は当時オーストリア帝国の版図であったボヘミア生まれで、ニュージーランドへ移住し活躍した画家である。マオリ人の肖像画などを描いた。

## 略歴
現在のチェコのプルゼニに庭師の息子に生まれた。庭師としての教育を受けたが、絵に天分を示し、16歳の時、ウィーンに出て、ウィーン美術アカデミーに入学し、宗教的なテーマを得意とするレオポルト・クーペルヴィーザーやヨーゼフ・フォン・フューリッヒに学んだ。1862年に卒業しプルゼニに戻ったが、プルゼニでは仕事がなく、当時オーストリア領であったガリツィア(現在はウクライナ)やロシアへも旅して教会の装飾画などを描いた。
オーストリア国民軍(Gemeinsame Armee)に召集されるのをきらって1874年に国外へでて、船でニュージーランドに渡り、はじめ南島のネルソンで生活をはじめた。
はじめはネルソンで写真家として働き、ウェリントンでも写真家として働いたが、1876年にオークランドに移り、実業家のパートリッジ(Henry Partridge)と知り合い、パートリッジに人物画、特にマオリ人を描いた肖像画が気に入られ、パートリッジの後援で1877年にウェリントンで最初の展覧会を開くことができた。その後ニュージーランド各地で作品を製作した。オーストラリアも訪れた。1879年に最初の結婚をするが、1880年に妻が亡くなった。1881年にニュージーランドの市民権を得た。1885年に再婚し2人の子供ができた。1886年にロンドンで開かれた植民地・インド博覧会にも絵画を出品した。1904年のセントルイス万国博覧会にも作品が展示され入賞した。
博物学にも興味を持ち、プラハの博物館にキーウィの標本を送り、民族学的な標本をプラハの博物学者のヴァーツラフ・フリシュ(Václav Frič)に送った。1901年に世界を旅し、多くの旅行記を書いた、ヨセフ・コジェンスキー(Josef Kořenský)もリンダウアーを訪ねた。1907年にプルゼニやプラハを旅し、1911年から1914年はヨーロッパに滞在した。1916年に視力の衰えから絵を描くのを止め、1926年にニュージーランドのウッドビルで亡くなった。

## 作品

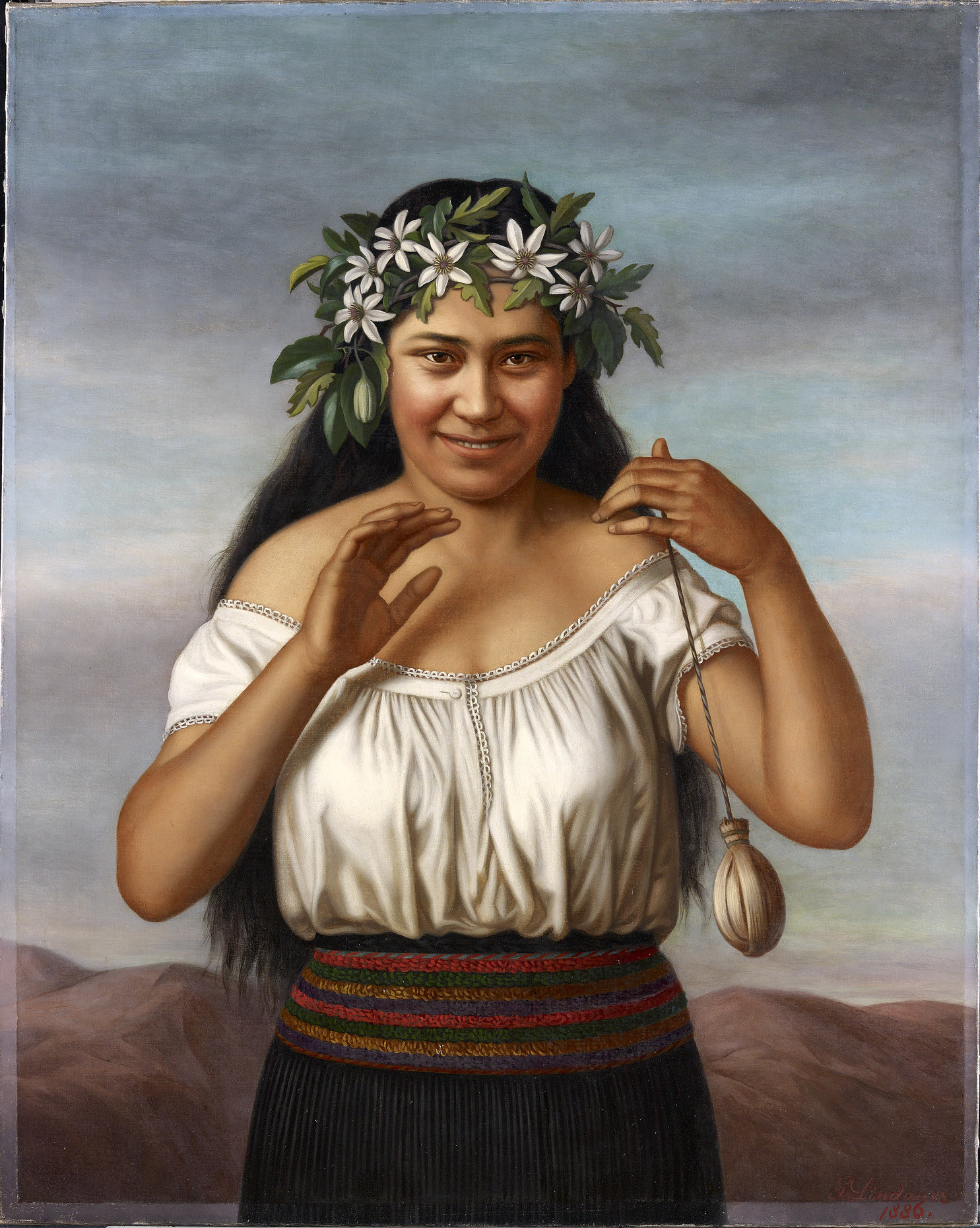
"Terewai Horomona"
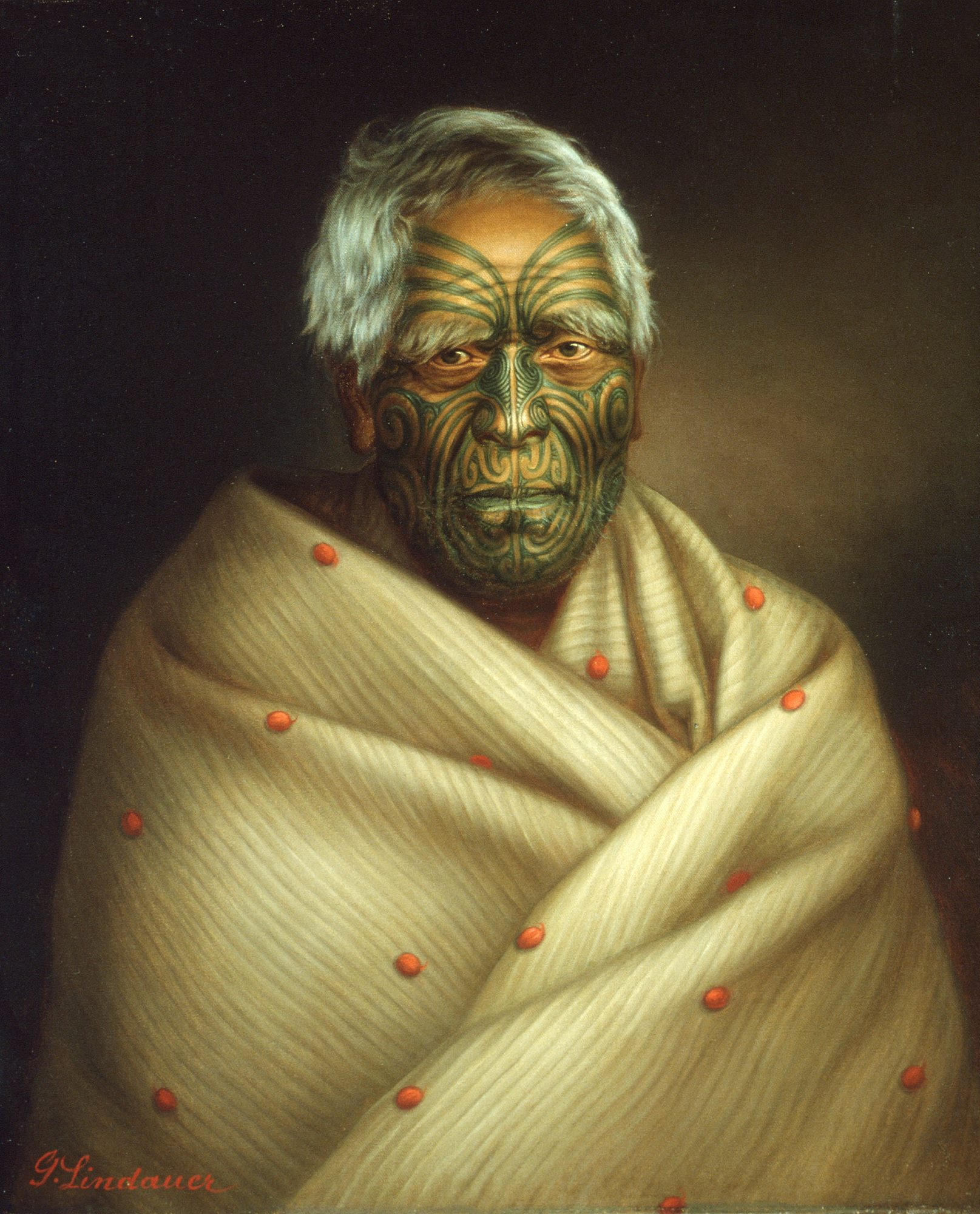
"Paratene Te Manu"
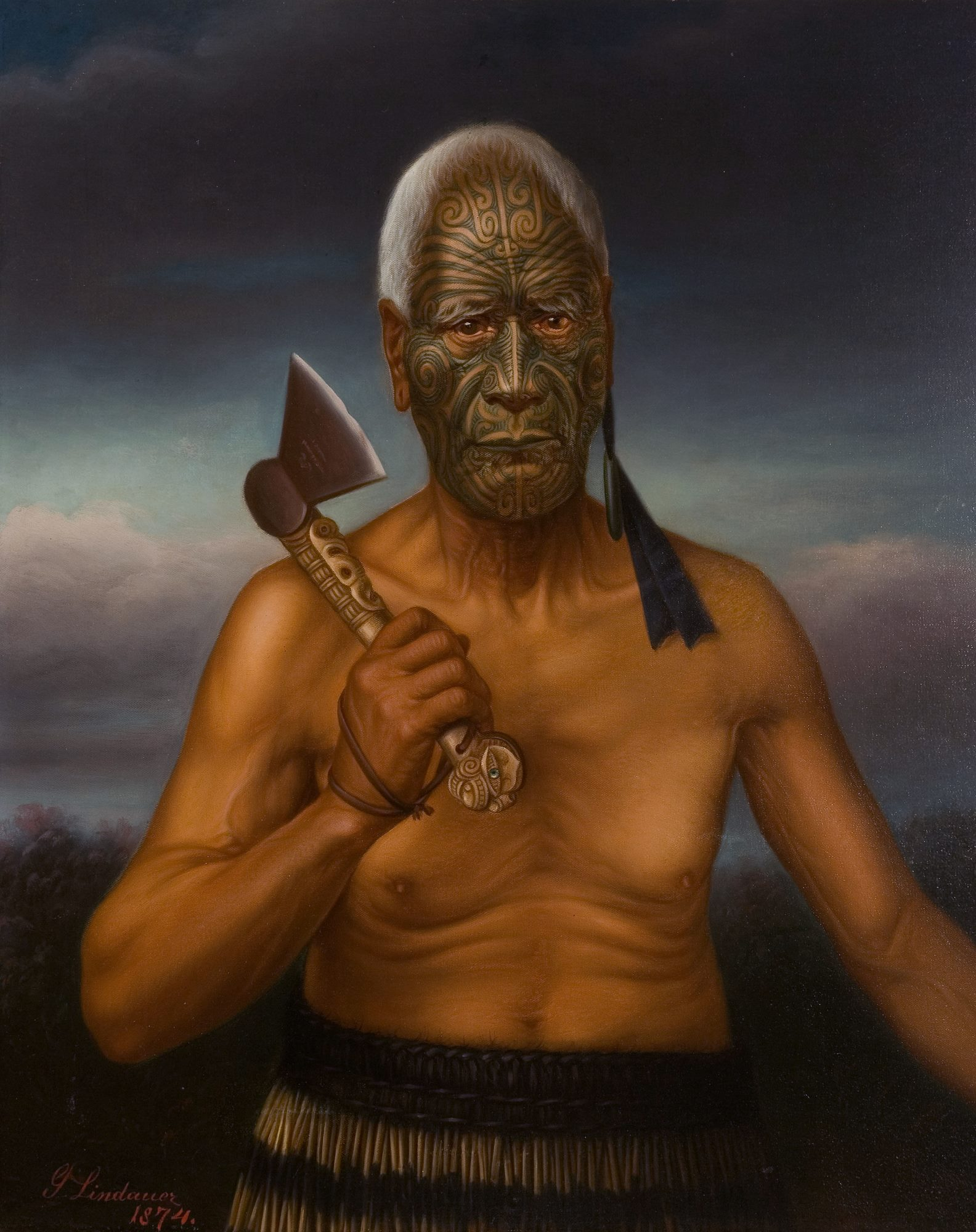
"Taraia Ngakuti Te Tumuhia"
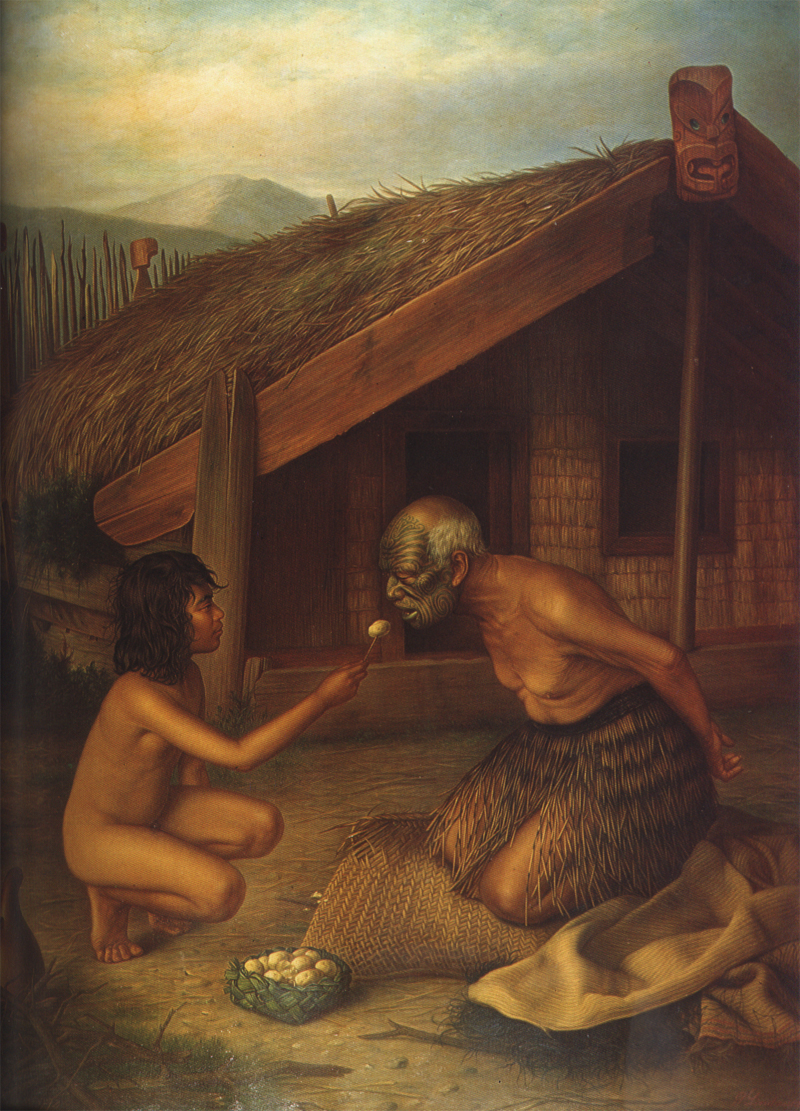